# داکلیزومب
داکلیزومب (به انگلیسی: Daclizumab)
رده درمانی: پادتن‌های تک‌تیره
اشکال دارویی: آمپول

## موارد مصرف
داکلیزومب برای پیشگیری از رد پیوند به خصوص در پیوند کلیه استفاده می‌گردد. در بیماری‌های خود ایمنی مانند مولتیپل اسکلروز نیز ممکن است به کار رود.

## مکانیسم اثر
پادتن‌ها یی تک‌گونه هستند که همانند یکدیگرند و علیه نوعی ار گیرنده های لنفوسیتهای T هستند . لذا سیستم ایمنی بدن را مختل و واکنشهای رد پیوند را مهار می کند.

## عوارض جانبی
اختلال سیستم ایمنی